# Protracheoniscus major
Protracheoniscus major is een pissebed uit de familie Trachelipodidae. De wetenschappelijke naam van de soort is voor het eerst geldig gepubliceerd in 1903 door Adrien Dollfus.